# Hypochaeris scorzonerae
Hypochaeris scorzonerae là một loài thực vật có hoa trong họ Cúc. Loài này được (DC.) F.Muell. mô tả khoa học đầu tiên.